# 忠良乡
忠良乡，是中华人民共和国广西壮族自治区来宾市金秀瑶族自治县下辖的一个乡镇级行政单位。

## 行政区划
忠良乡下辖以下地区：
忠山村、车田村、林秀村、双合村、六干村、六卜村、德香村、石鼓村、巴勒村、三合村和永和村。